# Stazione di Ube
La stazione di Ube (宇部?, Ube-eki) è una stazione ferroviaria situata nella città di Ube, nella prefettura di Yamaguchi in Giappone. Si trova lungo la linea principale Sanyō ed è origine della linea Ube della JR West.

## Linee e servizi
JR West
■ Linea principale Sanyō
■ Linea Ube

## Caratteristiche
La stazione è dotata di due marciapiedi a isola, uno laterale e uno tronco, con sei binari in superficie numerati 0, 1, 3, 4, 5 e 6.
| 0-1 | ■ Linea Ube              | per Ube-Shinkawa          |
| 3   | Binario di servizio      | Binario di servizio       |
| 4   | ■ Linea principale Sanyō | per Asa e Shimonoseki     |
| 5   | ■ Linea principale Sanyō | per Shin-Yamaguchi e Hōfu |
| 6   | Binario di servizio      | Binario di servizio       |

## Stazioni adiacenti
| «                      | Servizio               | »                      |
| Linea principale Sanyō | Linea principale Sanyō | Linea principale Sanyō |
| ---------------------- | ---------------------- | ---------------------- |
| Kotō                   | -                      | Onoda                  |
| Linea Ube              |                        |                        |
| Iwahana                | -                      | Capolinea              |